# Códice de Huichapan
El Códice de Huichapan es un manuscrito otomí realizado después de la conquista del centro de México, presumiblemente entre los siglos XVI y XVII en la región de Huichapan (actualmente en el estado de Hidalgo).

## Características
El Códice de Huichapan es uno de los pocos códices de origen otomí que se conocen. A diferencia del Códice de Huamantla, el de Huichapan posee una glosa en otomí antiguo que no ha sido del todo traducida. Se trata, por tanto, no sólo de un importante documento historiográfico, sino de un testimonio de la evolución de la lengua otomí de gran utilidad para los lingüistas interesados en las lenguas otomangueanas. 
Este manuscrito posee varias secciones. La primera de ellas está dedicada a la historia del convento de San Francisco de Huichapan, desde el siglo XVI al siglo XVII. Una segunda sección posee una comparación calendárica entre los sistemas mexica, europeo y otomí. También cuenta con un listado de glifos toponímicos, a la manera de la Matrícula de los Tributos realizada en el siglo XVI en el centro de México. La última sección está integrada por unos anales sobre la historia de Xilotepec y sus vecinos otomíes, así como de México-Tenochtitlan y el señorío de Cuautitlán. Estos anales poseen importante información sobre los sucesos ocurridos antes y después de la llegada de los españoles a la región. 